# Klocksin
Klocksin település Németországban, Mecklenburg-Elő-Pomeránia tartományban. Lakosainak száma 328 fő (2023. december 31.).

## Népesség
A település népességének változása:
| Lakosok száma | 301  | 310  | 336  | 327  | 328  |
|               | 2017 | 2019 | 2021 | 2022 | 2023 |